# Nephrotoma alluaudi
Nephrotoma alluaudi är en tvåvingeart som först beskrevs av Pierre 1922.  Nephrotoma alluaudi ingår i släktet Nephrotoma och familjen storharkrankar. Inga underarter finns listade i Catalogue of Life.